# دیوید آر اسمیت
 دیوید آر اسمیت (انگلیسی: David R. Smith؛ زاده ) یک فیزیک‌دان اهل ایالات متحده آمریکا است.